# Lassú szitakötő
A lassú szitakötő (Sympetrum depressiusculum) kis tavacskákban, folyómenti kiöntésekben élő síkvidéki szitakötőfaj.

## Megjelenése

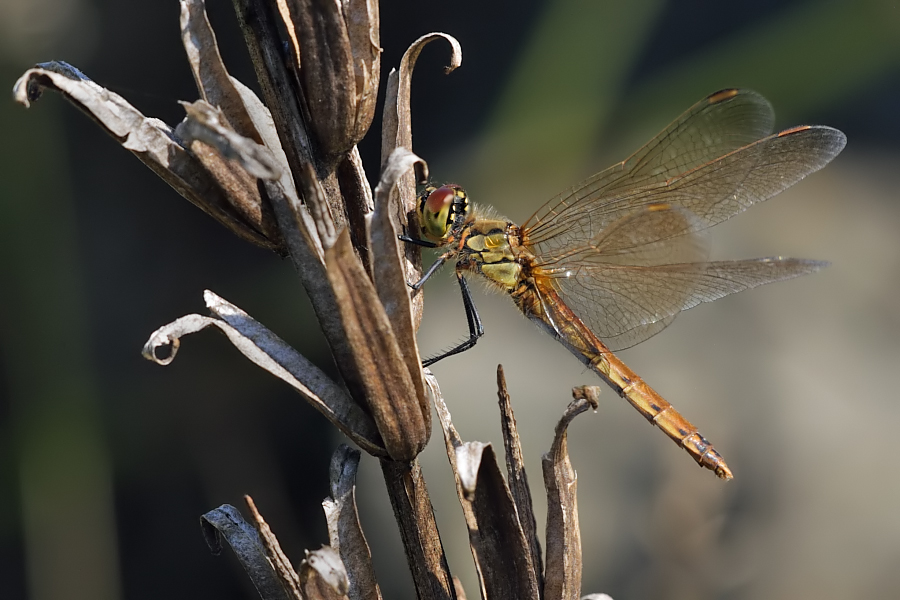
Nőstény lassú szitakötő

A lassú szitakötő szárnyfesztávolsága kb. 5–6 cm. A faj jellegzetessége, hogy mindkét nem a potroh közepétől a végéig kétoldalt szelvényenként egy-egy ék alakú fekete foltot visel. Lábaik feketék, szemük felül vörösbarna, alul sárgászöld. Fejük elülső része halványsárga. A potroh oldalról kissé lapított. A hímek potroha vörös. Fiatal korukban a potrohon vékony sárga csíkok találhatóak és toruk sárgás: utóbbi később barnává sötétedik. A fiatal nőstények sárgásbarnák, néha kissé vörösesek, de ahogyan idősebbek lesznek, barnává válnak.
A lárva színe a környezettől függ, tiszta vízben sárgásbarnák, mocsarakban sötétbarna színűek. Jellegzetes mintázatuk nincs. Potrohuk utolsó szegmensein erőteljes, hosszú tüskék láthatóak.

## Elterjedése
Nyugat-Európától egészen Japánig előfordul. Európai populációi szigetszerűek, Közép-Európában csak egy keskeny sávban fordul elő. Magyarországon a síkvidékeken (Hortobágy, Kiskunság, Szigetköz) található meg.

## Életmódja
Lárvája a sekély (néhány centimétertől fél méterig), gyorsan melegedő, dús növényzetű, sokszor ideiglenes tavacskákban, folyómenti kiöntésekben, bányatavakban érzi jól magát. Az előző évben lerakott petékből április-júniusban kelnek ki a lárvák, amelyek igen gyorsan, hat-nyolc hét alatt kifejlődnek. A felnőtt imágók június közepe-szeptember eleje között bújnak ki, leggyakrabban júliusban; ezután elhagyják a vizek környékét és csak párzáskor térnek vissza. Szeptembertől megritkulnak, de még november elején is lehet néha találkozni egy-egy példánnyal.
Magyarországon védett, természetvédelmi értéke 5 000 Ft.